# Hans-Ulrich Rudel
Hans-Ulrich Rudel, nemški častnik, letalski as, politik, alpinist in pisatelj, * 2. julij 1916, † 18. december 1982, Rosenheim, Nemčija. 
Polkovnik Luftwaffe Rudel je bil najvišje odlikovani pripadnik nemških oboroženih sil, Wehrmachta med drugo svetovno vojno. V vojno zgodovino se je zapisal kot najboljši štuka as ter tudi kot letalski as.

## Življenje

### Po vojni
Po drugi svetovni vojni se je predal ameriškim zasedbenim silam in se leta 1948 preselil v Argentino, kjer je postal osebni prijatelj in zaupnik predsednika Juana Peróna. Leta 1953 se je vrnil v Zahodno Nemčijo in se priključil desničarski stranki Deutsche Reichspartei. V povojni Nemčiji je postal uspešen poslovnež. V svoji knjigi Kljub vsemu (Trotzdem, 1958) je podprl večino nacističnih stališč.

## Pregled dosežkov v številkah
- sestrelil 11 sovražnikovih letal v lovcu Focke-Wulf Fw 190
- kot pilot Junkers Ju 87 uničil:

- 150+ artilerijskih orožij
- 519 sovjetskih tankov, nihče drug se tej številki ni niti približal
- 1000+ različnih vozil
- 70 desantnih čolnov
- 2 lovca LaGG-3
- 1 Iljušin Il-2 Šturmovnik
- potopil bojno ladjo Marat
- 2 križarki
- rušilec

- opravil 2530 bojnih poletov, največje število opravljenih bojnih nalog v vojni zgodovini
- bil sestreljen 32krat
- preletel skupaj več kot 600.000 kilometrov

## Napredovanja
- polkovnik - 29. december 1944

## Odlikovanja
- železni križ II. razreda (11. oktober 1939)
- železni križ I. razreda (18. julij 1941)
- nemški križ v zlatu (30. december 1941)
- viteški križ železnega križa (15. januar 1942)
- viteški križ železnega križa s hrastovimi listi (14. april 1943)
- viteški križ železnega križa s hrastovimi listi in meči (25. oktober 1943)
- viteški križ železnega križa s hrastovimi listi, meči in diamanti (29. marec 1944)
- viteški križ železnega križa z zlatimi hrastovimi listi, meči in diamanti (1. januar 1945; edini, ki je prejel to odlikovanje v celotnem Wehrmachtu)
- zlata hrabrostna medalja (16. januar 1945; najvišje madžarsko odlikovanje, le 7 podeljenih, on edini tujec)
- zlati ranjenski znak

## Dela
- Trotzdem: Kriegs- und Nachkriegszeit (Kljub temu: Vojni in povojni čas), 1950
- Wir Frontsoldaten zur Wiederaufrüstung (Mi frotni vojaki in naše mnenje o ponovni oborožitvi Nemčije), 1951
- Dolchstoß oder Legende (Vbod z bodalom ali legenda), 1951
- Es geht um das Reich (Gre za rajh), 1952)
- Aus Krieg und Frieden. Aus den Jahren 1945 und 1952 (Med vojno in svobodo: Me leti 1945 in 1952), 1952
- Zwischen Deutschland und Argentinie (Med Nemčijo in Argentino), 1956)
- Von den Stukas zu den Anden. Am höchsten Vulkan der Erde (Od štuke do Andov: Na najvišjem vulkanu sveta), 1956
- Stuka Pilot (Štuka pilot), 1958
- Mein Kriegstagebuch: Aufzeichnungen eines Stuka-Fliegers (Moj vojni dnevnik: Odlikovanja štuka pilotov), ISBN 3-88741-039-4